# Geokodowanie
Geokodowanie – ustalanie współrzędnych geograficznych na podstawie innych danych geograficznych (np. kodu pocztowego, ulicy i miasta). Odwrotny proces tj. ustalanie adresu dla danego punktu na Ziemi, to odwrotne geokodowanie.
Rozwój geokodowania wiąże się z rozwojem technik informatycznych, w których używanie tradycyjnych nazw, w niektórych przypadkach niejednoznacznych i skomplikowanych, byłoby utrudnieniem. Systemy geokodów ułatwiają prace np. w programach statystycznych czy programach Systemów Informacji Geograficznej. Za geokody, które pojawiły się przed rozwojem technik informatycznych, można uznać np. system współrzędnych geograficznych czy kodów pocztowych.
Systemy geokodów można podzielić ze względu na:
- sposób kodowania – liczbowy, literowy, mieszany
- terytorium jaki obejmuje – całą Ziemię, lądy, wody, kontynent, państwo, itp.
- rodzaj kodowanych obiektów – państwa, regiony administracyjne, miasta, lotniska, stacje kolejowe, itp.

Przykłady geokodów:
- tablice rejestracyjne,
- międzynarodowe kody samochodowe,
- kody pocztowe,
- współrzędne geograficzne – długość i szerokość geograficzna,
- kody lotnisk IATA i ICAO,
- międzynarodowe kody samolotowe,
- kody państw ISO 3166-1,
- kody jednostek administracyjnych ISO 3166-2,
- kod NUTS stosowany w Unii Europejskiej,
- kod TERYT stosowany do podziału administracyjnego Polski,
- regionalizacja fizycznogeograficzna Polski,
- kody państw i regionów ONZ